# Касмала (село)
Касмала́ (рос. Касмала) — село (колишнє селище) у складі Павловського району Алтайського краю, Росія. Входить до складу Чорноп'ятовської сільської ради.

## Населення
Населення — 61 особа (2010; 85 у 2002).
Національний склад (станом на 2002 рік):
- росіяни — 92 %